# Gillespiea
Gillespiea es un género de plantas con flores perteneciente a la familia de las rubiáceas. Incluye una sola especie: Gillespiea speciosa A.C.Sm. (1936).
Es nativo de Malasia.